# Walther Nehring

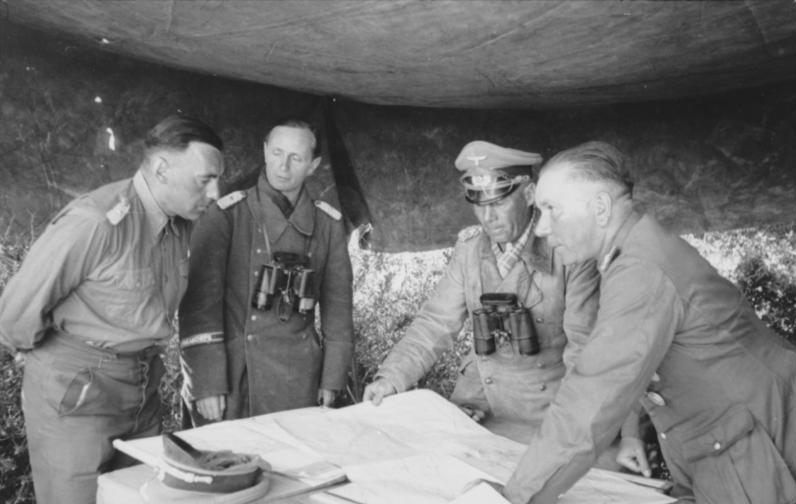
Walther Nehring (rechts) mit Erwin Rommel bei einer Lagebesprechung vor dem Angriff auf Tobruk, April 1942

Walther Kurt Joseph Nehring (* 15. August 1892 in Stretzin, Gemeinde Preußisch Friedland; † 20. April 1983 in Düsseldorf) war ein deutscher General der Panzertruppe im Zweiten Weltkrieg.

## Leben

### Erster Weltkrieg
Nehring trat nach seinem Abitur am 16. September 1911 in Marienburg als Kadett in das Deutschordens-Infanterie-Regiment Nr. 152 ein. Zu Beginn des Ersten Weltkriegs war er Zugführer und wurde 1914 an der Ostfront erstmals verwundet. Er kehrte im Dezember 1914 zu seinem Stammregiment zurück, nachdem er im November 1914 Adjutant des Mobilen Ersatz-Bataillons 148 war. Er wurde 1914 mit dem Eisernen Kreuz ausgezeichnet und am 16. Juni 1916 zum Oberleutnant befördert.
Im Frühjahr 1916 wurde er auf seinen eigenen Wunsch zur Fliegertruppe versetzt. Nach nur 14 Tagen Flugausbildung stürzte er am 23. Juni 1916 ab, wobei er sich den Kiefer brach und sich eine Gehirnerschütterung zuzog. Nachdem er wieder genesen war, wurde er zum Infanterie-Regiment „Keith“ (1. Oberschlesisches) Nr. 22 versetzt, welches an der Westfront kämpfte. Am 1. Juli 1918 wurde er durch einen Bauchschuss am Kemmelberg schwer verletzt, so dass er das Kriegsende im Lazarett erlebte. Zum Jahreswechsel 1918/19 nahm er in Westpreußen an den Grenzschutzkämpfen gegen Polen teil.

### Zwischen den Weltkriegen
1921 wurde er in die Reichswehr übernommen, wo er am 1. März 1923 zum Hauptmann ernannt wurde. Am 7. September 1923 heiratete er Annemarie Rohrbeck, eine junge Frau von 20 Jahren aus wohlhabendem Hause vom Rittergut Neuburg bei Christburg im Landkreis Stuhm. Das Paar bezog eine Zweizimmerwohnung in Allenstein, die Nehring aber bald verlassen musste, weil man ihn zum 1. Oktober 1923 zum I. Lehrgang der Führergehilfenausbildung nach Königsberg abkommandiert hatte. Es handelte sich hierbei um eine getarnte Ausbildung zum Generalstabsoffizier, denn der Vertrag von Versailles verbot der Reichswehr, einen Generalstab einzurichten. Zum 1. Oktober 1925 wurde Nehring in das Reichswehrministerium versetzt und nahm als einer von 15 am 3. Lehrgang für die Generalstabsausbildung teil. Die Familie, inzwischen war die Tochter Annemarie geboren, zog jetzt nach Berlin. Anschließend daran wurde er am 1. Oktober 1926 in den Generalstab, damals zur Tarnung noch Truppenamt genannt, versetzt. Dort befasste er sich in der Operationsabteilung (T 1) mit dem motorisierten Einsatz von Truppen im Manöver. Ein Jahr später lernte er den dorthin versetzen Major Heinz Guderian kennen. Dieser war beauftragt, Vorschriften für den Kraftwagendienst zu entwerfen. Zum 1. März wurde Nehring nach Münster versetzt, um sich bei der 6. (Preußische) Sanitäts-Abteilung mit den schweren Transportfahrzeugen und deren Verwendung vertraut zu machen. Dort machte er auch den Militärführerschein für Lkw. Im August 1929 wurde er dann zur 6. (Preußische) Kraftfahr-Abteilung in Münster eingeteilt. Unter dem Kommando von Oberstleutnant Erler wurde hier die erste Kraftfahr-Kampfeinheit der Reichswehr aufgebaut. Sie bestand aus drei Kompanien. Die 1. Kompanie unter Hauptmann Nehring wurde als Kradschützenkompanie aufgebaut (zwölf leichte und vier schwere MG auf BMW-Motorrädern mit Beiwagen), die 2. Kompanie unter Hauptmann Brensing bestand bereits seit 1927 als Kampfwagenkompanie, ausgerüstet mit Panzer-Attrappen, und die 3. Kompanie unter Hauptmann Nedtwig war als Panzerspäh-Nachbildungskompanie vorgesehen. Am 24. Februar 1930 wurde in Münster als zweites Kind der Sohn Christoph geboren.
Zum 1. Februar 1932 wurde Nehring zum Major im Generalstab ernannt. Am 1. März 1932 kehrte er ins Reichswehrministerium zurück, wo er Erster Generalstabsoffizier der Inspektion der Kraftfahrtruppen wurde. Chef des Stabes war damals Oberstleutnant Heinz Guderian. In den nächsten drei Jahren hatte er maßgeblichen Anteil am Aufbau der deutschen Panzertruppen.
Ende 1932 erstellte Nehring im Auftrag der Ausbildungsabteilung (T 4) des Truppenamtes eine Studie zum Thema „Die Panzerbrigade im Rahmen des Kavalleriekorps“ mit den Kernthesen „Umfassender Einsatz gegen Flanke und Rücken des Gegners – abgesetzt von anderen, langsameren Verbänden, ist die Hauptaufgabe des Panzerverbandes; doch kann er auch im frontalen Durchbruch entscheidende Bedeutung haben. Zur Verfolgung eingesetzt, kann er die Auflösung des weichenden Feindes herbeiführen. Dagegen ist er wenig befähigt, gewonnenes Gelände nachhaltig zu behaupten; hierzu wird meist Zuteilung motorisierter Infanterie und Artillerie notwendig sein. Das Wesen seiner Kampfführung ist nicht die Führung langdauernder Kämpfe, sondern der Einsatz zu kurzen, zeitlich und räumlich begrenzten Operationen mit eng gefassten Aufträgen.“
Pfingsten 1934 fiel mit der Dritten Umbauverfügung die Entscheidung der Reichswehr, insgesamt drei Panzerdivisionen aufzustellen. Am 1. September 1934 wurde Nehring zum Oberstleutnant befördert. Im Winter 1935/36 bearbeiteten Guderian und Nehring die Themen „Die Panzertruppen und ihr Zusammenwirken mit anderen Waffen“. 1936 erschien Nehrings Buch Panzerabwehr im E. S. Mittler & Sohn Verlag in Berlin.
Im Juli 1936 übernahm Nehring im Zusammenhang mit dem Spanischen Bürgerkrieg die Organisation für den Transport von Freiwilligen und die Einschiffung von Panzern der Panzerabteilung 88 und anderem schweren Gerät von Stettin nach Burgos. 1940 erhielt er für diese Leistung aus Madrid das Komturkreuz des Spanischen Militärverdienstordens.
1936/37 besuchte Nehring einen einjährigen Lehrgang an der Wehrmachtakademie unter General der Infanterie Wilhelm Adam in Berlin. Am 1. März 1937 wurde er zum Oberst befördert. Am 1. Oktober 1937 wurde Nehring Kommandeur des Panzer-Regiments 5 in Wünsdorf bei Berlin (Sollstärke 150 Panzer).
Im Juni 1939 wurde beim Anschluss Österreichs in Wien ein neues Generalkommando (XIX. Armeekorps) aufgebaut und Guderian unterstellt. Dieser brachte als vormaliger Kommandeur die 2. Panzer-Division aus Würzburg mit, und Oberst Nehring wurde zum 1. Juli 1939 zum Chef des Generalstabs dieses Armeekorps bestellt.

### Zweiter Weltkrieg
Während des deutschen Überfalls auf Polen diente er als Chef des Generalstabs des XIX. Armeekorps unter General der Panzertruppe Heinz Guderian. Das Korps kam zunächst im Polnischen Korridor zum Einsatz und ging beim zweiten Einsatz mit zwei Panzer-Divisionen und zwei motorisierten Infanterie-Divisionen über Ostpreußen gegen Brest-Litowsk vor. Es war der erste Einsatz einer selbständig operierenden Panzerarmee, bei dem der motorisierten Infanterie die Aufgabe zukam, die früher die abgesessene Kavallerie zu erledigen hatte.
Das XIX. Armeekorps nahm dann ab Mai 1940 am Frankreichfeldzug teil. Oberst Nehring hatte als Chef des Stabes die Aufgabe, die Angriffe der 1., 2. und 10. Panzer-Division, verstärkt durch das Infanterieregiment Großdeutschland, im Raum Sedan (Schlacht bei Sedan) zu planen und vorzubereiten. Nach dem Durchbruch ließ Hitler am 28. Mai die Panzergruppe Guderian bilden; diese bestand aus vier Panzer- und zwei motorisierten Infanterie-Divisionen. Anfang August 1940 befand sich der Stab der Panzergruppe Guderian in Berlin.
Nach seiner Ernennung zum Generalmajor zum 1. August 1940, wurde Nehring mit Wirkung zum 25. Oktober 1940 die Befehlsgewalt über die neu gebildete 18. Panzer-Division mit Sitz in Chemnitz erteilt.
Mit Beginn des Unternehmens Barbarossa im Juni 1941 unterstand seine Division der Panzergruppe 2, die von Generaloberst Guderian geführt wurde. Der Bug wurde mit Schwimmpanzern durchwatet, die für die Invasion Englands vorgesehen waren, und der Angriff wurde bis an die Beresina vorgetragen. Bei den Kämpfen um den russischen Brückenkopf bei Baryssau wurden die beiden wichtigsten Brücken über die Beresina genommen. Hierfür erhielt Nehring am 27. Juli 1941 das Ritterkreuz des Eisernen Kreuzes.
Zum Generalleutnant wurde Nehring am 1. Februar 1942 befördert, nachdem er die 216. Infanterie-Division unter Generalleutnant Werner von Gilsa und andere Truppenteile aus einem Kessel befreit hatte. Am selben Tag gab er das Kommando über die 18. Panzer-Division ab.
Anfang März 1942 übernahm er in Vertretung für den auf Heimaturlaub gegangenen Ludwig Crüwell die Führung des Deutschen Afrikakorps. Wegen Crüwells Gefangennahme kurz nach dessen Rückkehr behielt er diese auch von Mai bis Juni 1942 während des Unternehmens Theseus, das zur Eroberung Tobruks führte.
Mit der Beförderung zum General der Panzertruppe am 1. Juli 1942 wurde er dann zum Kommandierenden General des Korps ernannt. Während der Schlacht von Alam Halfa wurde er am 31. August bei einem Luftangriff schwer verwundet. Nach seiner Genesung in Deutschland wurde Nehring am 16. November 1942 der Befehl über die deutschen Truppen in Tunesien übergeben. Er organisierte die deutschen und italienischen Truppen. Drei Tage später besiegte er die alliierten Truppen in Medjez-el-Bab und bis zum Ende des Monats hatte er Djedeida eingenommen.
Als Befehlshaber in Tunesien legte er der jüdischen Gemeinde in Tunesien eine Geldbuße von 20 Millionen Francs auf, da das internationale Judentum für die anglo-amerikanische Landung in Nordafrika verantwortlich sei. Die jüdische Bevölkerung ließ er völkerrechtswidrig zur Zwangsarbeit beim Befestigungsbau heranziehen. Nach der Übernahme des Befehls in Tunesien durch Hans-Jürgen von Arnim Anfang Dezember wurde er in die Führerreserve versetzt. Der Tunesienfeldzug endete am 13. Mai 1943 mit der Kapitulation von fast 250.000 deutschen und italienischen Soldaten bei Tunis.
Im Februar 1943 wurde Nehring an die Ostfront befohlen, wo er das XXIV. Panzerkorps und von Juli 1944 bis August 1944 die 4. Panzerarmee befehligte. Für seine Verdienste bei der verlustarmen Rückführung seiner Truppen (11 Tage und 250 km) im „wandernden Kessel bei Kielce“ wurde er am 22. Januar 1945 mit dem Eichenlaub mit Schwertern zum Ritterkreuz des Eisernen Kreuzes ausgezeichnet. Am 20. März 1945, kurz vor Kriegsende, wurde er Oberbefehlshaber der 1. Panzerarmee.

### Nachkriegszeit
Bei Kriegsende geriet er am 9. Mai 1945 in Budweis in Tschechien in amerikanische Kriegsgefangenschaft, aus der er am 31. Mai 1948 entlassen wurde. Während seiner Gefangenschaft, zunächst in Garmisch, später in Allendorf und Neustadt bei Marburg/Lahn, verfasste Nehring kriegsgeschichtliche Arbeiten als Beitrag zur Vorbereitung der amerikanischen Kriegsgeschichtsschreibung über den Zweiten Weltkrieg. Im offenen Lager Steimbel in Neustadt, später auch Historikerlager benannt, arbeitete Nehring 1947 zusammen mit Generaloberst Guderian. 1949 trat Nehring der Landsmannschaft Westpreußen bei, arbeitete in ihr ehrenamtlich und verfasste Artikel über Westpreußen. Er baute sich eine zivile Karriere bei der Firma Deutscher Kraftverkehr in Düsseldorf auf, war zuletzt deren Personalchef und organisierte als passionierter Jäger mit seinem damaligen Firmenchef Karl Kniebaum den Hegering im Deutschen Jagdschutzverband. Er war Mitglied der Rhein-Ruhr-Clubs und dort mehrere Jahre im Vorstand tätig. Nach seiner Arbeit bei der Firma Deutscher Kraftverkehr schrieb er ab 1964 mehrere militärhistorische Bücher (u. a. Die Geschichte der Deutschen Panzerwaffe 1916 bis 1945, Berlin 1969) und war ein gefragter Militär-Experte in einer Zeit, als die Aktenbestände der Wehrmacht für die deutsche Forschung noch nicht wieder zur Verfügung standen. 1955 stellte er sich während der Vorbereitung des Aufbaus der Bundeswehr dem Wehrausschuss der CDU als Berater zur Verfügung. Am 27. Juli 1973 wurde er hierfür mit dem Bundesverdienstkreuz 1. Klasse geehrt.

## Auszeichnungen
- Eisernes Kreuz (1914) II. und I. Klasse[4]
- Verwundetenabzeichen (1918) in Silber[4]
- Verwundetenabzeichen (1939) in Gold
- Komturkreuz des Spanischen Militärverdienstordens im Jahr 1940
- Panzerkampfabzeichen in Silber
- Italienische Tapferkeitsmedaille in Silber
- Ritterkreuz des Eisernen Kreuzes mit Eichenlaub und Schwertern[5]
  - Ritterkreuz am 24. Juli 1941
  - Eichenlaub am 8. Februar 1944 (383. Verleihung)
  - Schwerter am 22. Januar 1945 (124. Verleihung)
- Bundesverdienstkreuz I. Klasse am 27. Juli 1973

## Schriften
- Kampfwagen an die Front! Geschichtliche und neuzeitliche Entwicklung des Kampfwagens im Auslande. Verlag Johannes Detke, Leipzig 1934.
- Heere von morgen. Ein Beitrag zur Frage der Heeresmotorisierung des Auslandes. Voggenreiter Verlag, Potsdam 1935.
- Die Geschichte der deutschen Panzerwaffe. 1916–1945. Propyläen-Verlag, Berlin 1969. Motorbuch Verlag 2000, ISBN 978-3-87943-320-9.